# Вальтер, Антон Карлович
Вальтер Антон Карлович (24 декабря 1905 — 13 августа 1965) — советский физик-ядерщик, академик АН УССР (1951), заслуженный деятель науки и техники УССР (1955).

## Биография
Родился в Петербурге в дворянской семье Карла Антоновича Вальтера (1867—1918),  доктора медицины, почётного лейб-медика, практикующего хирурга и Анны Николаевны Исполатовой, окончившей Смольный институт.
Его дядя (брат отца) — Ф.А.Вальтер, магистр права, сенатор. Двоюродный брат Антона Карловича — А.Ф.Вальтер, физик.  Также двоюродные братья А.Вальтера — В.Р. Бурсиан, физик-теоретик и геофизик и Г.Г. Вейхардт.
В семье было четверо детей: Тамара (род. 1903), ставшая позже врачом, Антон, Андрей (1910—1930) и Софья (род. 1913).
В 1922 году поступил на физико-математическое отделение Петроградского (Ленинградского) политехнического института. С 1923 года занимался научной деятельностью под руководством И. В. Обреимова. Позже перешёл в лабораторию Н. Н. Семёнова, где занимался исследованием в области изучения конфигурации электрических полей. В 1925 году перешёл в лабораторию академика А. Ф. Иоффе, в которой совместно с К. Д. Синельниковым и И. В. Курчатовым  изучал электрические и механические свойства диэлектриков.
В 1930 году в составе группы талантливых молодых учёных (И. В. Обреимов, Л. В. Шубников, А. И. Лейпунский, К. Д. Синельников, В. Н. Горский, Л. Д. Ландау, Д. Д. Иваненко и др.) был направлен в Харьков, в созданный в 1928 году Украинский (позже Харьковский) физико-технический институт. С 1937 года возглавил вновь созданную кафедру физики атомного ядра (позже кафедра экспериментальной ядерной физики) Харьковского государственного университета. С 1946 года и вплоть до своей кончины работал и вёл преподавательскую деятельность на ядерном отделении (ныне — физико-технический факультет) физико-математического факультета ХГУ.
С 1951 года — академик Академии наук Украинской ССР. В 1955 году удостоен звания заслуженный деятель науки и техники УССР.
В 1965 году был представлен к званию Героя Социалистического Труда, но в связи со смертью удостоен его так и не был.
В 1993 году (посмертно) был удостоен Государственной премии Украины в области науки и техники за учебник «Ядерная физика».
1-й брак (с 1926) — Лидия Джоновна Инге (1905—1941), физик, работала в лаборатории Н.Н.Семенова. Была репрессирована. Сын — Андрей Антонович Вальтер (род. 1927).
2-й брак (с 1930) — Вера Анатольевна Стрелкова-Вальтер. Трое детей. Сын — Антон Антонович Вальтер (1933—2021), геолог и минералог, доктор геолого-минералогических наук.

## Научная деятельность
Работы посвящены физике диэлектриков и полупроводников, технике высоких напряжений, физике и технике вакуума, физике атомного ядра, ускорительной технике, физике высоких энергий. Исследовал электрические и механические свойства диэлектриков, электрические и фотоэлектрические свойства полупроводников. Разработал первую физическую теорию явлений диэлектрических потерь. В 1932 совместно с А. И. Лейпунским, К. Д. Синельниковым и Г. Д. Латышевым осуществил первый в СССР, второй в мире эксперимент по расщеплению ядра лития искусственно ускоренными протонами. Руководил сооружением ряда электростатических ускорителей и линейного ускорителя электронов на 2 МэВ и проведением на них экспериментов по физике ядра и элементарных частиц. Кроме того, в 1934 году А. К. Вальтером и К. Д. Синельниковым была рассчитана, спроектирована и изготовлена выпрямительная четырёхступенчатая каскадная установка на выходное номинальное электрическое напряжение ±400 кВ. Совместно с К. Д. Синельниковым разработал и построил (1938—1941) первые в нашей стране диффузионные масляные насосы.

## Основные труды
- Сверхвысокие напряжения / А. К. Вальтер. — Х., 1932.
- Атака атомного ядра. — Х.: Гос. науч.-техн. изд-во Украины, 1934. — 192 с.
- Физика атомного ядра: Науч.-попул. очерк. — М.: ОНТИ, 1935. — 295 с.
- Космические лучи: Науч.-теорет. изд. / А. К. Вальтер. — Л., 1937.
- Лекции по физике атомного ядра: 1939—1940 учеб. год / А. К. Вальтер. — Х.: Изд-во Харьк. гос. ун-та, 1939. — 152 с.
- Введение в физику элементарных частиц: Учеб. пособие для вузов / А. К. Вальтер. — Х.: Изд-во Харьк. ун-та, 1960. — 262 с.
- Строение и свойства атомных ядер / Физ.-техн. ин-т АН УССР; А. К. Вальтер. — Х., 1961.
- Автоматический контроль плотности железнорудной пульмы гамма-лучами / А. К. Вальтер, П. Н. Плаксин, П. Л. Гольдин. — Х.: Изд-во Харьк. гос. ун-та, 1962.
- Электростатические ускорители заряженных частиц / А. К. Вальтер, Ф. Г. Железняков, И. Ф. Малышев и др. — М.: Атомиздат, 1963.
- Електростатичні генератори / А. К. Вальтер. — Берлін, 1963. — Нім. мовою.
- Ядерная физика: Учебник / А. К. Вальтер, И. И. Залюбовский. — Х.: Изд-во Харьк. гос. ун-та, 1963.
- То же. — 2-е изд. — 1974.
- То же. — 3-е изд., перераб. и доп. — 1978. — 423 с.
- То же. — 4-е изд., перераб. и доп. — Х.: Основа, 1991. — 479 с.
- Электронный синхротрон на 25 МэВ / А. К. Вальтер, В. Д. Воловик, И. И. Залюбовский и др. — Х.: Изд-во Харьк. гос. ун-та, 1964.

## Память
- Именем А. К. Вальтера названа одна из улиц Киевского района Харькова[9].
- Имя А. К. Вальтера присвоено учебной лаборатории Харьковского национального университета им. В. Н. Каразина, в которой установлены бюст учёного и мемориальная доска (2000)[10].
- Скульптурный профиль учёного изображён на памятном знаке, открытом на территории Национального научного центра «ХФТИ» (2002)[10].
- В честь А. К. Вальтера с 1966 года в Харькове ежегодно проводятся городские лыжные соревнования[10].